# Fahr (Neuwied)

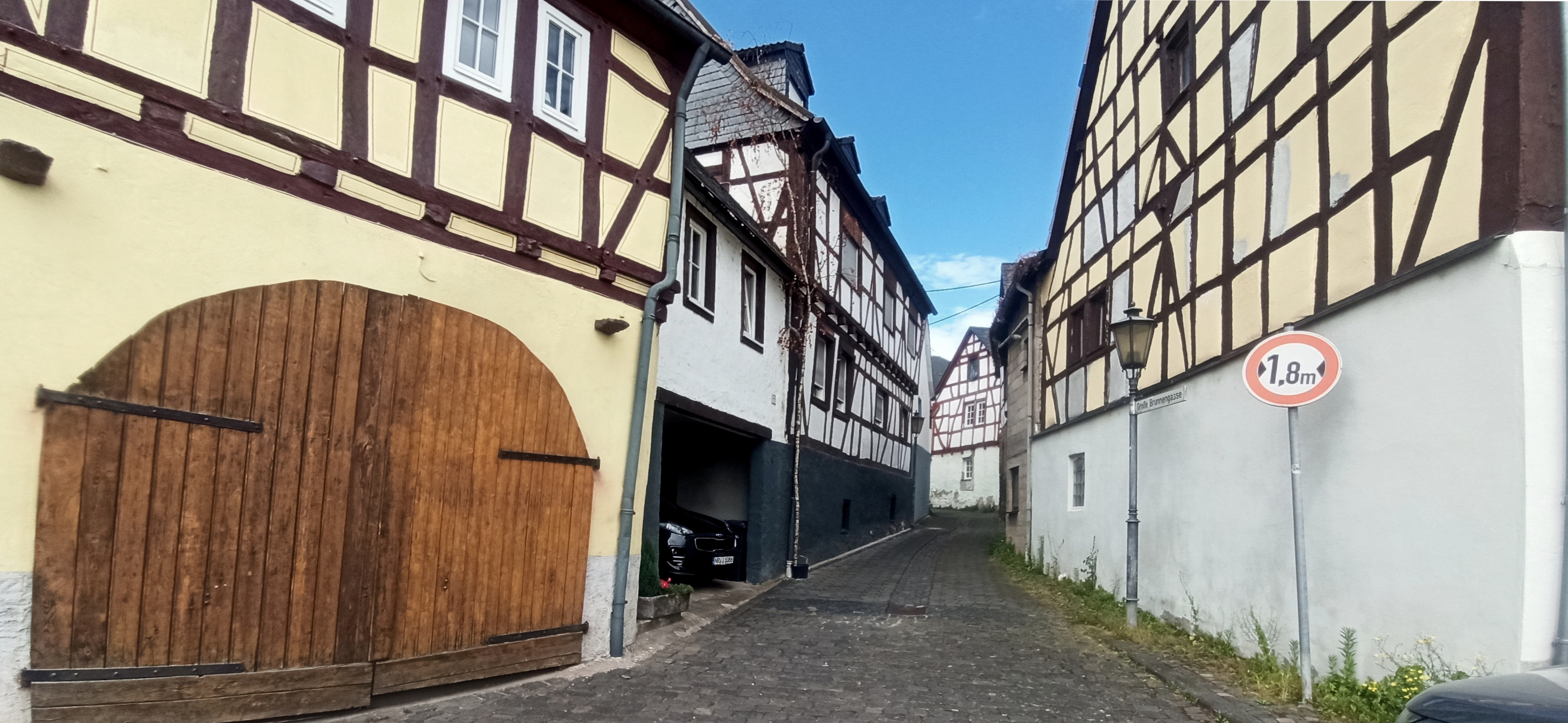
Grosse Brunnengasse in Fahr, Foto aus Juli 2024

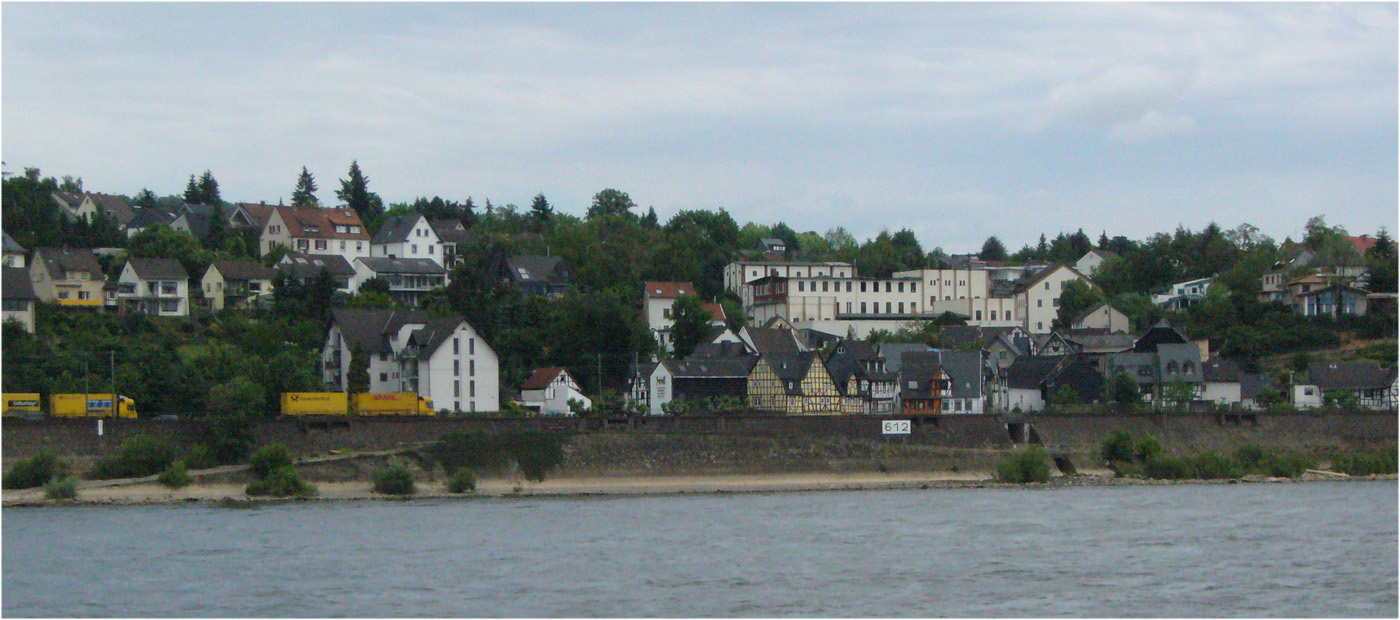
Blick auf Fahr von Andernach aus

Fahr ist ein Ortsteil des Neuwieder Stadtteils Feldkirchen im nördlichen Rheinland-Pfalz. Der Name dürfte aus der alten Bezeichnung „Vare“ oder dem mundartlichen „Uff Fähr“ entstanden sein, wodurch der Bezug zur Fähre deutlich wird. Die gelegentlich geäußerte Vermutung, der Name „Fahr“ bzw. „Am Fahr“ sei von der Lage am rechtsrheinischen Fahrweg abgeleitet, ist eher unwahrscheinlich. Nach Norden wurde erst 1813 die Provinzialstraße in Richtung Leutesdorf angelegt. In Richtung Süden nach Neuwied versperrte die Fahrer Lay den Weg, bis sie nach 1869 im Zuge des Baus der Eisenbahn (rechte Rheinstrecke) weggesprengt wurde.

## Lage
Das ehemalige Dorf Fahr liegt direkt am rechten Rheinufer, mit der Großen Brunnengasse und Fahrer Straße, die ab dem historischen Ortskern am Fluss zu den ersten Hügeln des Niederwesterwalds aufsteigen. 
Die Fahrer Straße wurde früher als Hohl (Hohlweg) bezeichnet und entspricht auch heute noch dem Verlauf der antiken Römerstraße, die in römischer Zeit vom Kastell Niederbieber zum Rhein nach Fahr führte, wo sich eine Flussübergangsstelle bzw. Fähre zur antiken Stadt Antunnacum (heute Andernach) befand.
Bis 1813 oder 1869 stellte diese Straße die einzige fahrbare Landanbindung dar. Im Prallhang, an dem Fahr liegt, hatte sich ein kleiner Naturhafen gebildet, und die Bebauung Fahrs folgte dieser Form und erstreckte sich früher vom Rheinufer aus bis hoch in den Berghang.
1813 wurde die Provinzialstraße in Richtung Leutesdorf angelegt, in Richtung Neuwied versperrte die Fahrer Lay den Weg, sie wurde erst im Zuge des Eisenbahnbaus weggesprengt. Am Rheinufer war ein Treidelweg angelegt. Ursprünglich waren die meisten Häuser des über Jahrhunderte vom Fischfang und von Fährdiensten lebenden Ortes nur über Fußwege erreichbar. Nur zwei einspurige Straßen führen überhaupt durch den Ort, eine davon kann nur von kleineren Pkws passiert werden.

## Geschichte

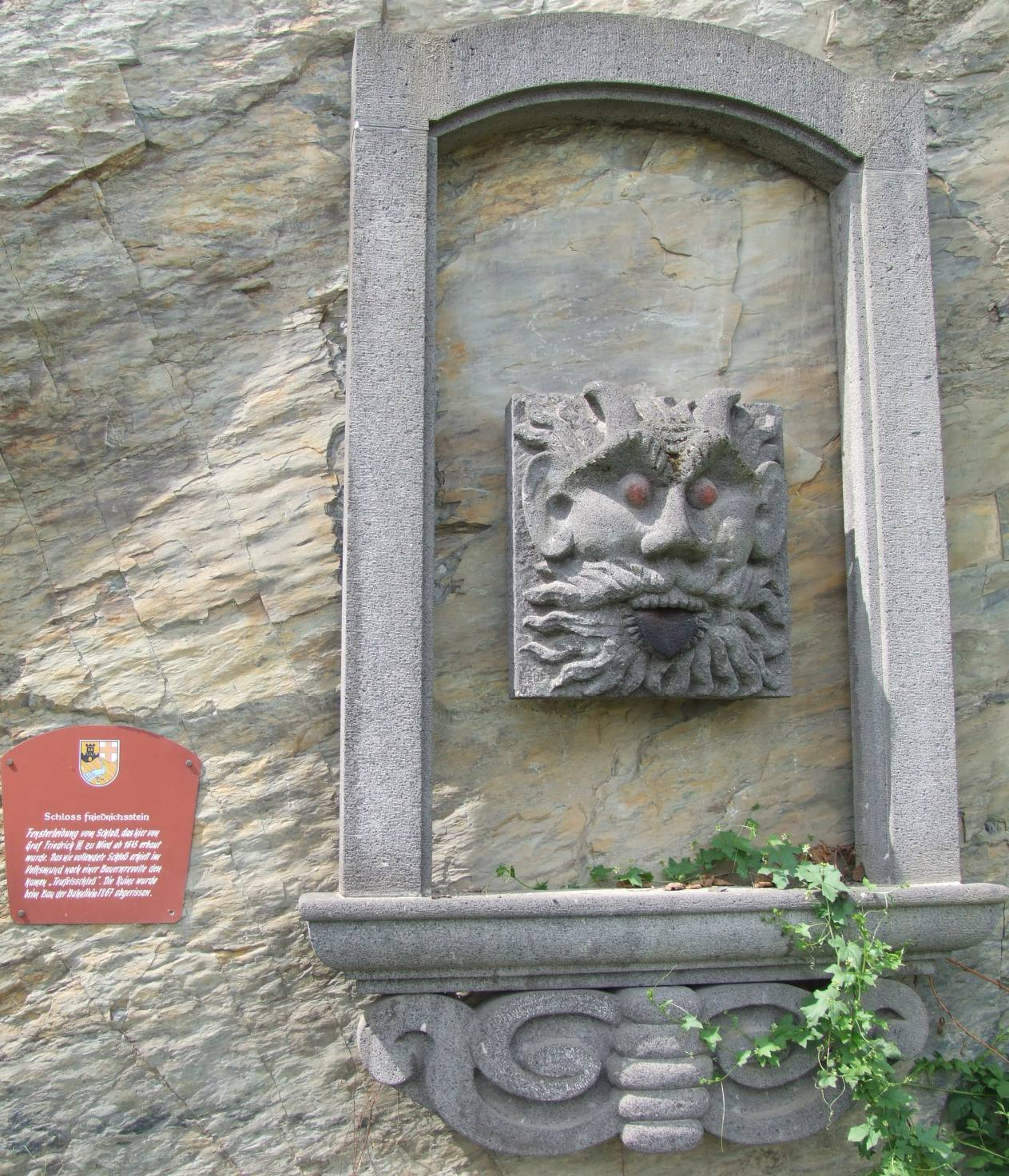
Erinnerung an das Schloss Friedrichstein, auch Teufelsschloss genannt

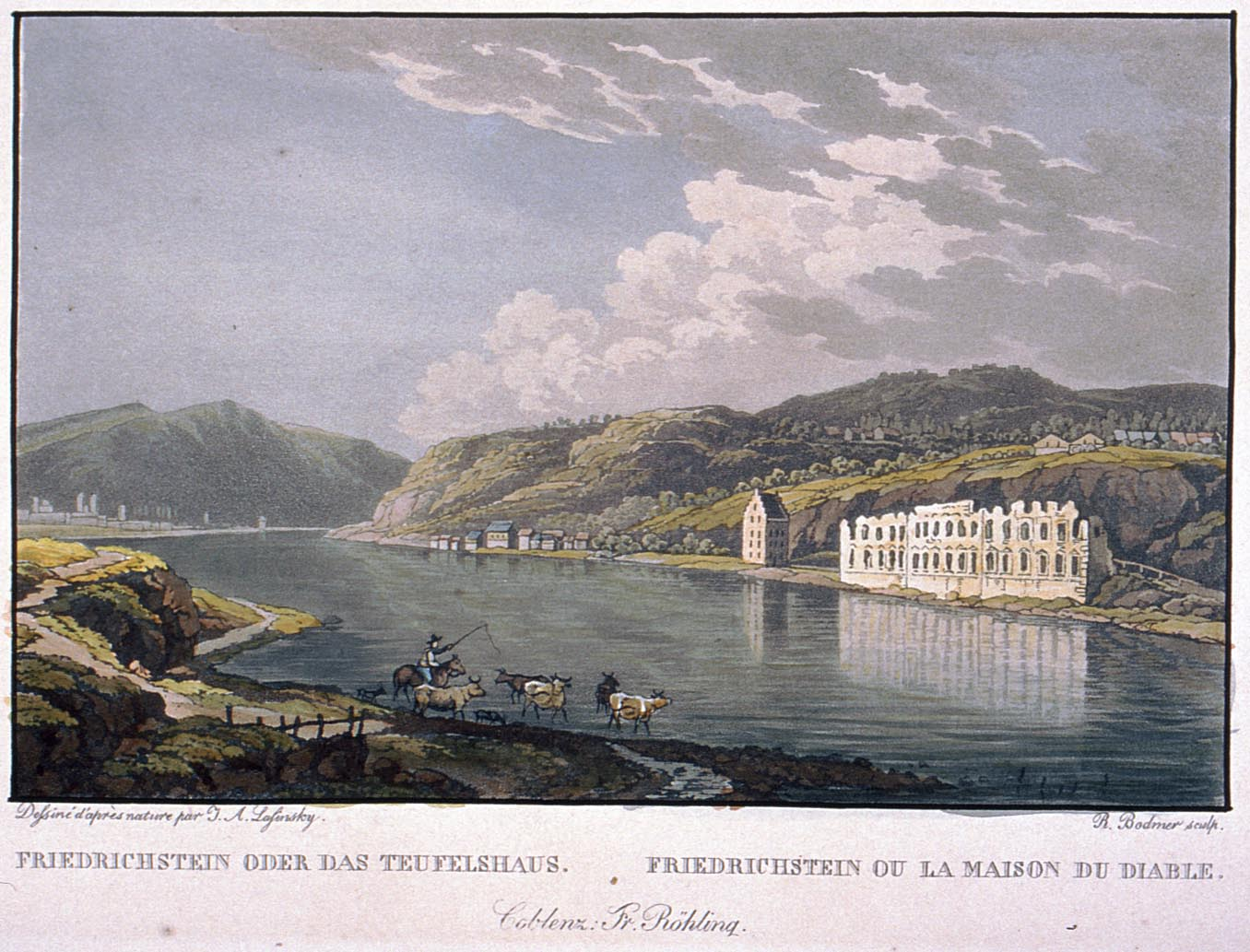
Schloss Friedrichstein

Fahr wurde erstmals im Jahr 1152 als Vare urkundlich als Flussübergangsstelle erwähnt. Um 1190 erwarb das Kloster St. Thomas aus Andernach Acker- und Weinbauflächen. Auf rund 200 ha wurde damals Wein angebaut, 1884 waren es nur noch 77 ha, heute gibt es keine Weinberge mehr. Der Ort besaß mehrere Hundert Jahre lang die Fährrechte, viele Einwohner waren in der Schifffahrt tätig.
Gegen Ende des Dreißigjährigen Kriegs begann am südlichen Ortsende der Bau von Schloss Friedrichstein, 1652 wurde der Bau eingestellt, da sich die Fahrer Untertanen gegen den hohen Frondienst auflehnten. Mit diesem Schloss wollte sich die Grafschaft Wied einen Zugang zum Rhein sichern. 1869 wurden die Reste beim Bau der Eisenbahnstrecke abgerissen. Heute erinnert nur noch eine Fensterbrüstung an das Schloss. 1891 wurde der Bahnhof Fahr gebaut, der aber wie rund 30 weitere Gebäude im Zuge des Ausbaus der B 42 ab Mitte der 1980er-Jahre abgerissen wurde. Nur wenige Häuser konnten in Freilichtmuseen überführt werden, so z. B. in das Freilichtmuseum Bad Sobernheim.
Bedeutende Gebäude sind vor allem die „Untere Mühle“, 1686 erbaut, und das „Rheinische Haus“ aus dem späten 16. Jahrhundert. Das Rheinische Haus wurde in den letzten 10 Jahren durch seinen Besitzer Ernst Wahl vorbildlich restauriert. Das „Backesmännchen-Haus“, das immer als Untere Mühle diente, ersteht durch den Einsatz vieler Fahrer Bürger, darunter besonders Erich Walther, ebenso wieder in altem Glanz. Es heißt so nach einem als Figur ausgeführten Stützbalken, der aus dem Gefach herausragt und den an einer Ecke überkragenden 1. Stock abstützt. Das Backesmännchen wurde am 14. März 1993 von unbekannt gebliebenen Tätern entwendet. Im Oktober 1993 gründeten Bürger das Kuratorium Stiftung Backesmännchen mit der Zielsetzung, eine möglichst originalgetreue Nachbildung anfertigen zu lassen. Der Auftrag ging an den Schreinermeister und Holzschnitzer Alfred Litz aus Neuwied-Feldkirchen (Gönnersdorf). Am 28. Mai 1994 konnte die Einweihungsfeier des neu geschaffenen „Fahrer Backesmännchen“ gefeiert werden.
Das Rheinische Haus wurde nach einer Tafel am Haus 1584 als Fährmannshaus erbaut und ist das älteste noch bestehende Haus in Fahr. Später war es eine Pferdewechselstation für die Treidelschifffahrt und ein Gasthaus. Heute ist es wieder ein Wohnhaus.
Seit dem 14. Juli 2001 gilt der historische Ortskern mit seinen Fachwerkhäusern als Denkmalzone.
Bis 1998 bestand in Fahr noch die im Jahr 1836 gegründete Essig- und Senffabrik der Familie Moskopf. Seit 1948 wurde die Fabrik von der Carl Kühne KG betrieben. Größtes Unternehmen im Ort ist seit 1899 Lohmann & Rauscher Verbandsmaterialien.

## Bahnhof Fahr
Auf Betreiben des Fahrer Senffabrikanten Moskopf wurde 1891 in der Ortslage Fahr, nahe der Grenze zu Irlich, ein kleiner Bahnhof an der rechten Rheinstrecke errichtet. 1910 wurde er in Fahr-Irlich umbenannt. Verbunden ist dieser Bahnhof mit einer Reihe von Eisenbahnunfällen. Bereits vor dem Bau rutschte 1868 infolge des Hochwassers der aufgeschüttete Bahndamm ab. 1870 entgleiste ein Güterzug am Bahnhof. 1909 stürzte die in der Nähe über die Wied führende Brücke durch Hochwasser ein. 1916 stießen zwei Güterzüge aufeinander. Am 12. Oktober 1942 stießen drei Güterzüge zusammen. Das schwerste Unglück ereignete sich am 22. Dezember 1947 auf der Strecke zwischen Wiedbrücke und dem Fahrer Bahnhof, als zwei Schnellzüge zusammenstießen. Im Mai 1987 wurde der Bahnhof im Verlauf von Baumaßnahmen an der Bundesstraße 42 abgerissen. Er wird somit nicht mehr bedient.

## Eingemeindungen

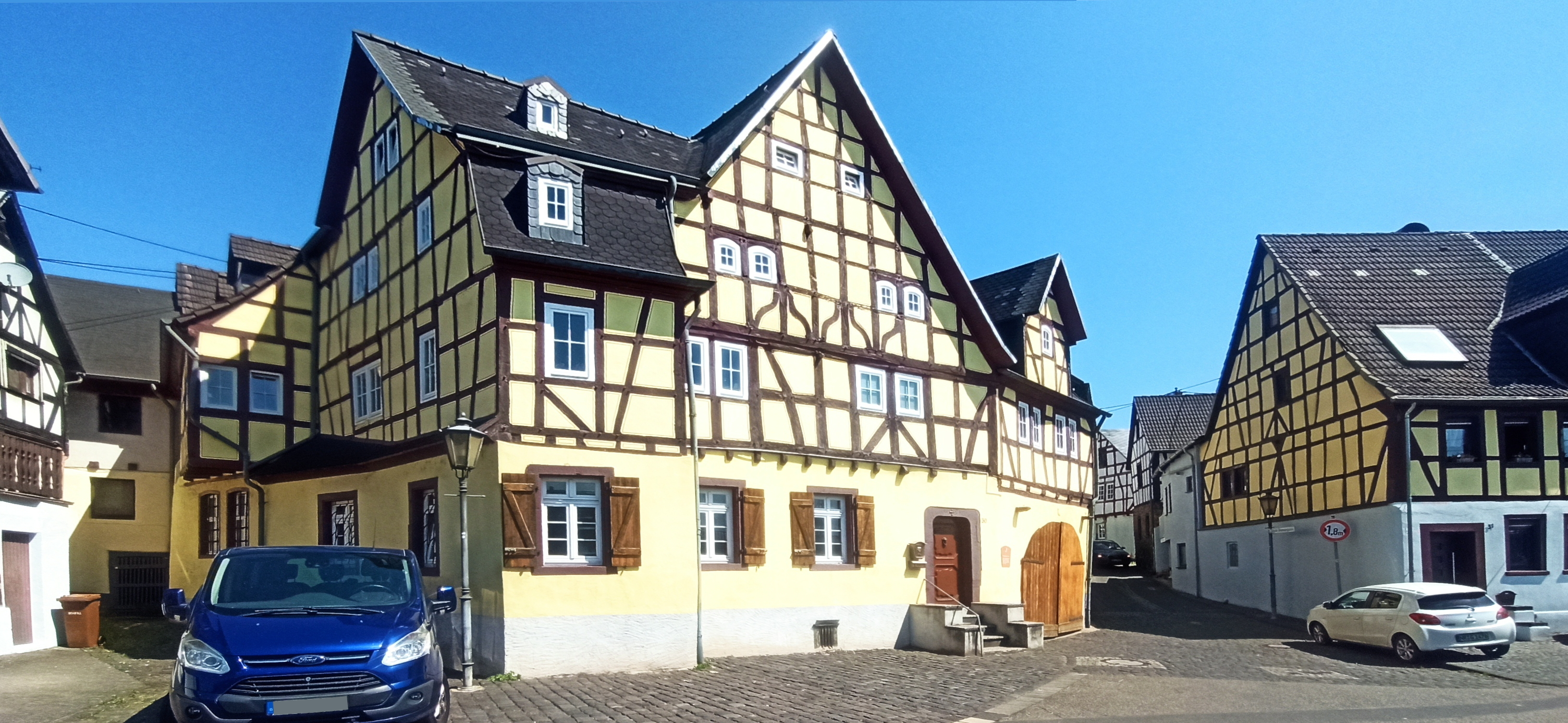
Das Rheinische Haus in Fahr, Foto aus Juni 2025

Die bisher eigenständige Gemeinde Fahr wurde zusammen mit benachbarten Gemeinden zu einer Großgemeinde unter dem historischen Namen Feldkirchen zusammengeschlossen. Die Verfügung der Bezirksregierung Koblenz trat mit Wirkung vom 1. August 1966 in Kraft. Feldkirchen gehörte zum Amt Niederbieber-Segendorf (ab 1968 Verbandsgemeinde Niederbieber-Segendorf).
Im Vollzug der vom Landtag Rheinland-Pfalz am 13. Juli 1970 beschlossenen Verwaltungsreform, die am 7. November 1970 in Kraft trat, wurde die Gemeinde Feldkirchen aufgelöst und der neuen Stadt Neuwied zugeordnet. Damit kam Fahr als Teil des Stadtteils Feldkirchen zur Stadt Neuwied.

## Sonstiges
Der Ursprung der Rockefeller-Familie geht auf Goddard Rockenfeller zurück, der 1590 in Fahr geboren wurde. Sein Enkel Johann Peter (1682–1763) und sein Urenkel Johann Thiell (1695–1769) wanderten mit ihren Familien nach New Jersey und New York aus, wo sie sich Rockefeller nannten. Der Familienname bezieht sich auf das Dorf Rockenfeld (heute verlassen), das in etwa 7 km von Fahr über einen Fußweg erreichbar ist.

## Persönlichkeiten
- August von Röntgen (1781–1865), deutscher Jurist und Diplomat, zweiter Sohn des Neuwieder Kunsttischlers David Roentgen, erbaute 1847 oberhalb des Schlosses Friedrichstein die Villa Roentgen, später Haus Friedrichstein genannt.